# Rhabdodictyum
Rhabdodictyum is een monotypisch geslacht van sponsdieren uit de klasse van de Hexactinellida.

## Soort
- Rhabdodictyum delicatum Schmidt, 1880